# Ana Konjuh
Ana Konjuh (Ragusa, 27 dicembre 1997) è una tennista croata.

## Biografia
Ha tre sorelle; il padre è un uomo d'affari, la madre una casalinga. Risiede da tempo negli Emirati Arabi Uniti, a Dubai.

## Carriera

### Juniores
Raggiunge ottimi risultati a livello giovanile, a Wimbledon 2012 ha raggiunto la finale del doppio ragazze insieme a Belinda Bencic ma sono state sconfitte da Eugenie Bouchard e Taylor Townsend.
Nel mese di dicembre 2012 vince il titolo under-18 all'Orange Bowl sconfiggendo tre teste di serie sulla sua strada, tra cui in finale Kateřina Siniaková.
La striscia positiva continua nel 2013 dove nel primo Slam stagionale, gli Australian Open, raggiunge la finale sia del singolare che del doppio ragazze in coppia con la canadese Carol Zhao. In singolo sconfigge nuovamente la Siniakova in due set mentre nel doppio ha la meglio sulla coppia Korashvili / Krejčíková per 5-7, 6-4, [10-7]. Grazie a questo risultato scavalca la stessa Siniakova e Taylor Townsend nella classifica juniores raggiungendo la prima posizione mondiale.
Si presenta al Roland Garros come prima testa di serie ma viene eliminata in semifinale dalla tedesca Antonia Lottner.
Agli US Open 2013 conquista il secondo Slam stagionale superando in quasi tre ore la statunitense Tornado Alicia Black per 3-6, 6-4, 7–6(6).

### Professionista

#### 2012
Nel circuito ITF raggiunge a novembre la finale del GD Tennis Academy 27 dove viene sconfitta da Jovana Jakšić e la settimana successiva si ferma in semifinale al GD Tennis Academy 28.

#### 2013
A febbraio 2013 ottiene la prima convocazione in Fed Cup con la squadra croata e contribuisce alla vittoria del girone A grazie a due punti in singolare e uno nel doppio. Nei playoff contro la Polonia sconfigge a sorpresa la top-30 Urszula Radwańska in tre set combattuti.
Torna in campo a maggio dopo essere stata a riposo per un infortunio alla spalla nei mesi precedenti. A Maribor supera le qualificazioni senza cedere set e nel tabellone principale si avventura fino alla finale dove viene sconfitta dalla slovena Polona Hercog.
Il 23 giugno 2013 vince il suo primo torneo ITF di 25.000 $, l'Open GDF SUEZ Montpellier contro la russa Irina Chromačëva per 6-3, 6-1.
A metà luglio partecipa all'Open 88 Contrexéville dove in singolare elimina due teste di serie prima di arrendersi, in semifinale e in tre set combattuti, alla spagnola Beatriz García Vidagany. Nel doppio invece avanza fino alla finale insieme alla connazionale Silvia Njirić ma vengono sconfitte per 7–6(3), 6-4 da Vanesa Furlanetto e Amandine Hesse.

#### 2014
Inizia l'anno partecipando al suo primo torneo WTA, l'ASB Classic di Auckland grazie ad una wildcard per il tabellone principale, e al primo turno supera la testa di serie numero uno Roberta Vinci dopo aver recuperato un set di svantaggio. Tuttavia viene eliminata al secondo turno da Lauren Davis che le rimonta il set di vantaggio chiudendo l'incontro con il punteggio di 2-6, 6-2, 6-2. Partecipa alle qualificazioni per l'Australian Open e concede solo un set, a Mathilde Johansson, nei tre match giocati ottenendo così l'accesso al suo primo Slam tra le professioniste. Il sorteggio le assegna come avversaria la cinese Na Li, già finalista due volte a Melbourne, che la sconfigge nettamente con il risultato di 6-2, 6-0. Appena conclusa l'avventura australiana annuncia che si sottoporrà a un intervento al gomito che la terrà lontana dai campi per diversi mesi.
Poco dopo il suo rientro partecipa alle qualificazioni di Wimbledon dove riesce a vincere i tre incontri e quindi ad accedere al suo secondo Slam in carriera.
Nel mese di luglio partecipa alla Istanbul Cup vincendo cinque match consecutivi (due nelle qualificazioni) e avanzando fino alla semifinale dove si arrende alla testa di serie numero due Roberta Vinci.

#### 2015: Il primo titolo WTA
Il 2015 della Konjuh comincia in Nuova Zelanda: ad Auckland disputa il primo torneo dell'anno, dove raggiunge il secondo turno, venendo battuta da Elena Vesnina in 2 set. Agli Australian Open perde all'esordio contro Magdaléna Rybáriková, per 4-6 4-6. A Dubai, Indian Wells, Miami e Stoccarda non riesce a superare le qualificazioni. Al contrario, a Praga, passa le quali e batte Belinda Bencic per 7-5 6(6)–7 7–6(3). Tuttavia perde al secondo turno dalla padrona di casa Klára Koukalová, per 4-6 6-2 2-6. A Madrid esce al primo turno delle qualificazioni contro Paula Badosa Gibert mentre al Roland Garros esce di scena al secondo turno per mano di Irina-Camelia Begu per 0-6 2-6. Comincia la stagione sull'erba, nella quale Ana Konjuh, al Nottingham Open, raggiunge per la prima volta quest'anno i quarti di finale, sconfiggendo Shelby Rogers (6-0 6-3) e Casey Dellacqua (6-4 6-2). Ai quarti sconfigge la sorpresa Sachia Vickery, per 6-2 6-2 mentre in semifinale elimina un'altra americana, Alison Riske, per 6-4 6-3. Così il 15 giugno disputa la prima finale WTA della carriera dove affronta la rumena Monica Niculescu. Il primo set è una disfatta per la croata, che vince solo un game e perde il set malamente. Nel secondo set cambia lo spartito e la Konjuh ottiene un break all'inizio. Questo viene recuperato dalla Niculescu nel finale ma Ana strappa il servizio nel 10º game, vincendo il set. La partita si protrae così al terzo set, dove la croata comanda e, con 2 break di vantaggio, porta a casa il match ed anche il primo torneo WTA della sua giovanissima carriera.

## Statistiche WTA

### Singolare

#### Vittorie (1)
| Legenda               | Legenda      |
| --------------------- | ------------ |
| Grande Slam (0)       |              |
| Ori Olimpici (0)      |              |
| WTA Finals (0)        |              |
| WTA Elite Trophy (0)  |              |
| Dal 2009 al 2020      | Dal 2021     |
| Premier Mandatory (0) | WTA 1000 (0) |
| Premier 5 (0)         | WTA 1000 (0) |
| Premier (0)           | WTA 500 (0)  |
| International (1)     | WTA 250 (0)  |
| WTA 125 (0)           |              |

| N. | Data           | Torneo                      | Superficie | Avversaria in finale | Punteggio     |
| 1. | 15 giugno 2015 | Nottingham Open, Nottingham | Erba       | Monica Niculescu     | 1–6, 6–4, 6–2 |

#### Sconfitte (2)
| Legenda               | Legenda      |
| --------------------- | ------------ |
| Grande Slam (0)       |              |
| Argenti Olimpici (0)  |              |
| WTA Finals (0)        |              |
| WTA Elite Trophy (0)  |              |
| Dal 2009 al 2020      | Dal 2021     |
| Premier Mandatory (0) | WTA 1000 (0) |
| Premier 5 (0)         | WTA 1000 (0) |
| Premier (0)           | WTA 500 (0)  |
| International (1)     | WTA 250 (1)  |
| WTA 125 (0)           |              |

| N. | Data           | Torneo                | Superficie  | Avversaria in finale | Punteggio     |
| 1. | 7 gennaio 2017 | ASB Classic, Auckland | Cemento     | Lauren Davis         | 3–6, 1–6      |
| 2. | 22 maggio 2021 | Serbia Open, Belgrado | Terra rossa | Paula Badosa Gibert  | 2–6, 0–2 rit. |

## Statistiche ITF

### Singolare

#### Vittorie (4)
| Torneo $100.000 (0) |
| Torneo $80.000 (0)  |
| Torneo $75.000 (0)  |
| Torneo $60.000 (1)  |
| Torneo $50.000 (0)  |
| Torneo $25.000 (3)  |
| Torneo $15.000 (0)  |
| Torneo $10.000 (0)  |

| N. | Data              | Torneo                                       | Superficie  | Avversaria in finale | Punteggio        |
| 1. | 23 giugno 2013    | Open GDF SUEZ Montpellier, Montpellier       | Terra rossa | Irina Chromačëva     | 6–3, 6–1         |
| 2. | 20 settembre 2020 | Zagreb Ladies Open, Zagabria                 | Terra rossa | Tereza Mrdeža        | 6–4, 6–2         |
| 3. | 20 novembre 2022  | Slovak Open, Bratislava                      | Cemento (i) | Nigina Abduraimova   | 2-6, 6-0, 7-6(2) |
| 4. | 26 novembre 2022  | Raiffeisen ITF Val Gardena Südtirol, Ortisei | Cemento (i) | Viktória Kužmová     | 3-6, 7-5, 7-6(2) |

#### Sconfitte (2)
| Torneo $100.000 (0) |
| Torneo $80.000 (0)  |
| Torneo $75.000 (0)  |
| Torneo $60.000 (0)  |
| Torneo $50.000 (0)  |
| Torneo $25.000 (1)  |
| Torneo $15.000 (0)  |
| Torneo $10.000 (1)  |

| N. | Data             | Torneo                     | Superficie  | Avversaria in finale | Punteggio     |
| 1. | 12 novembre 2012 | GD Tennis Academy, Antalya | Terra rossa | Jovana Jakšić        | 3–6, 1–6      |
| 2. | 2 giugno 2013    | Infond Open, Maribor       | Terra rossa | Polona Hercog        | 6–3, 3–6, 3–6 |

### Doppio

#### Sconfitte (1)
| Torneo $100.000 (0) |
| Torneo $80.000 (0)  |
| Torneo $75.000 (0)  |
| Torneo $60.000 (0)  |
| Torneo $50.000 (1)  |
| Torneo $25.000 (0)  |
| Torneo $15.000 (0)  |
| Torneo $10.000 (0)  |

| N. | Data           | Torneo                               | Superficie  | Compagna      | Avversarie in finale             | Punteggio   |
| 1. | 15 luglio 2013 | Open 88 Contrexéville, Contrexéville | Terra rossa | Silvia Njirić | Vanesa Furlanetto Amandine Hesse | 6(3)–7, 4–6 |

## Grand Slam Junior

### Singolare

#### Vittorie (2)
| Tornei del Grande Slam  |
| ----------------------- |
| Australian Open (1)     |
| Open di Francia (0)     |
| Torneo di Wimbledon (0) |
| US Open (1)             |

| N. | Data             | Torneo                     | Superficie | Avversaria in finale | Punteggio        |
| 1. | 26 gennaio 2013  | Australian Open, Melbourne | Cemento    | Kateřina Siniaková   | 6–3, 6–4         |
| 2. | 7 settembre 2013 | US Open, New York          | Cemento    | Tornado Alicia Black | 3–6, 6–4, 7–6(6) |

### Doppio

#### Vittorie (1)
| Tornei del Grande Slam  |
| ----------------------- |
| Australian Open (1)     |
| Open di Francia (0)     |
| Torneo di Wimbledon (0) |
| US Open (0)             |

| N. | Data            | Torneo                     | Superficie | Compagna   | Avversarie in finale                    | Punteggio        |
| 1. | 26 gennaio 2013 | Australian Open, Melbourne | Cemento    | Carol Zhao | Oleksandra Korašvili Barbora Krejčíková | 5–7, 6–4, [10–7] |

#### Sconfitte (1)
| Tornei del Grande Slam  |
| ----------------------- |
| Australian Open (0)     |
| Open di Francia (0)     |
| Torneo di Wimbledon (1) |
| US Open (0)             |

| N. | Data          | Torneo                      | Superficie | Compagna       | Avversarie in finale             | Punteggio |
| 1. | 7 luglio 2012 | Torneo di Wimbledon, Londra | Erba       | Belinda Bencic | Eugenie Bouchard Taylor Townsend | 4–6, 3–6  |

## Risultati in progressione
| Sigla | Risultato               |
| ----- | ----------------------- |
| V     | Vincitore               |
| F     | Finalista               |
| SF    | Semifinalista           |
| O     | Oro olimpico            |
| A     | Argento olimpico        |
| SF    | Bronzo olimpico         |
| QF    | Quarti di Finale        |
| 4T    | Quarto turno            |
| 3T    | Terzo turno             |
| 2T    | Secondo turno           |
| 1T    | Primo turno             |
| RR    | Round Robin             |
| LQ    | Turno di qualificazione |
| A     | Assente                 |
| ND    | Non disputato           |

| Legenda superfici    |
| -------------------- |
| Cemento              |
| Terra battuta        |
| Erba                 |
| Superficie variabile |

### Singolare
| Torneo          | 2014 | 2015 | 2016 | 2017 | 2018 | 2019 | 2020 | 2021 | Titoli | V–S   |
| --------------- | ---- | ---- | ---- | ---- | ---- | ---- | ---- | ---- | ------ | ----- |
| Australian Open | 1T   | 1T   | 2T   | 2T   | A    | A    | A    | Q3   | 0 / 4  | 2–4   |
| Open di Francia | Q2   | 2T   | 2T   | 2T   | 1T   | A    | A    |      | 0 / 4  | 3–4   |
| Wimbledon       | 3T   | 1T   | 2T   | 4T   | 1T   | A    | ND   |      | 0 / 5  | 6–5   |
| US Open         | Q1   | 2T   | QF   | 1T   | A    | A    | A    |      | 0 / 3  | 5–3   |
| Totale          | 2–2  | 2–4  | 7–4  | 5–4  | 0–2  | 0–0  | 0–0  | 0–0  | 0 / 16 | 16–16 |

| Torneo          | 2015 | 2016 | 2017 | 2018–2020 | 2021 | Titoli | V–S |
| --------------- | ---- | ---- | ---- | --------- | ---- | ------ | --- |
| Australian Open | A    | A    | 1T   | A         | A    | 0 / 1  | 0–1 |
| Open di Francia | A    | 2T   | 2T   | A         |      | 0 / 2  | 2–2 |
| Wimbledon       | 2T   | A    | 3T   | A         |      | 0 / 2  | 3–2 |
| US Open         | 1T   | A    | 1T   | A         |      | 0 / 2  | 0–2 |
| Totale          | 1–2  | 1–1  | 3–4  | 0–0       | 0–0  | 0 / 7  | 5–7 |

## Vittorie contro giocatrici Top 10
| Stagione | 2016 | 2017 | Totale |
| Vittorie | 1    | 2    | 3      |

| #    | Giocatrice          | Ranking | Evento                      | Superficie  | Turno | Punteggio        | Rank. AKR |
| ---- | ------------------- | ------- | --------------------------- | ----------- | ----- | ---------------- | --------- |
| 2016 |                     |         |                             |             |       |                  |           |
| 1.   | Agnieszka Radwańska | 4       | US Open, New York           | Cemento     | 4T    | 6-4, 6-4         | 92        |
| 2017 |                     |         |                             |             |       |                  |           |
| 2.   | Johanna Konta       | 10      | Fed Cup, Tallinn            | Cemento (i) | RR    | 6-4, 6-3         | 37        |
| 3.   | Dominika Cibulková  | 9       | Torneo di Wimbledon, Londra | Erba        | 3T    | 7-6(3), 3-6, 6-4 | 29        |